# アメリカ陸軍情報保全コマンド
アメリカ陸軍情報保全コマンド（あめりかりくぐんじょうほうほぜんこまんど、英語：United States Army Intelligence and Security Command 略称：INSCOM）とは、アメリカ陸軍の情報機関。

## 概要
アメリカ陸軍の主要情報部隊を集約して出来た組織で、諜報、防諜、および情報作戦を行う。

アメリカ陸軍とアメリカ国家安全保障局（NSA）の両方に属しており、NSAとアメリカ海軍とアメリカ空軍の対応する機関は中央保安部（CSS）を構成している。

バージニア州フォート・ベルボアに本部が置かれている。司令官は少将である。

## 歴史
INSCOMは1977年1月1日に、様々なソースの情報収集、機密保護、および電子戦を行うための組織を整理するために、シギントを扱っていたアメリカ陸軍保全庁、防諜および諜報機関であったアメリカ陸軍情報部、そして、参謀長補（情報）とアメリカ陸軍総軍にあった数個の情報部隊を併合してバージニア州アーリントンホールに作られた。
陸軍保全庁の司令官ウィリアム・ロルヤ准将（後の少将）がINSCOMの最初の司令官になった。
さらに、INSCOMは陸軍保全庁のものであった海外のドイツの第66軍事情報群、パナマの第470軍事情報群、および日本の第500軍事情報旅団を組み込み、その中の4分の1を韓国にまとめて第501軍事情報旅団が作られた。なお、第500軍事情報群の日本側共同組織として陸上幕僚監部調査部別班が設立されている。

### スターゲイト・プロジェクト
司令官アルバート・スタブルバインの下で、アメリカ国防情報局（DIA）と共にINSCOMは、遠隔透視の研究を試みた（スターゲイト・プロジェクト）。この作戦は「センターレーン」というコードネームで呼ばれた。その後1995年に同プロジェクトは中央情報局（CIA）に移管され、「成果無し」と総括された上で終結した。

## 任務
INSCOMは、指揮官に提供する為に様々なソース（ヒューミント、シギント、イミント、オシント等）のインテリジェンスを集める。
また、INSCOMには、防諜、部隊防護（部隊の安全に関わる情報収集の事）、電子戦、および情報戦における重要な責任があり、さらに、INSCOMは軍の近代化と訓練にも関わる事がある。

## 組織
- 第1情報作戦コマンド（バージニア州フォート・ベルボア）
- 情報支援隊（バージニア州フォート・ベルボア）
- 第470軍事情報旅団（テキサス州サンアントニオ）
- 第500軍事情報旅団（キャンプ座間にあった。現在はハワイ州スコフィールドバラックス）

隷下に第311軍事情報大隊、アジア研究分遣隊（いずれもキャンプ座間）等がいる。
- 第501軍事情報旅団（韓国ソウル）
- 第513軍事情報旅団（ジョージア州フォート・ゴードン）
- 第704軍事情報旅団（メリーランド州フォート・ミード）
- 第66軍事情報群（ドイツダームシュタット）
- 第116軍事情報群（ジョージア州フォート・ゴードン）
- 第902軍事情報群（メリーランド州フォート・ミード）
- 国家陸上情報センター（バージニア州シャーロッテビル）
- アメリカ情報群（バージニア州フォート・ミード）
- アメリカ陸軍人事保全隊（バージニア州フォート・ミード）
- 統合情報目標攻撃レーダーシステム陸軍挺隊（ジョージア州ロビンス空軍基地）
- 第300軍事情報旅団 （州兵・ユタ州ドラパー）